# Бланкенбах (Нижняя Франкония)
Бланкенбах (нем. Blankenbach) — община в Германии, в земле Бавария.
Подчиняется административному округу Нижняя Франкония. Входит в состав района Ашаффенбург. Население составляет 1577 человек (на 31 декабря 2010 года). Занимает площадь 3,95 км².
Община подразделяется на 2 сельских округа.

## Население
По оценке на 31 декабря 2015 года население общины Бланкенбах составляет 1508 чел. 

| Дата      | 1840 | 1871 | 1900 | 1925 | 1939 | 1950 | 1961 | 1970 | 1987 | 2011 |
| --------- | ---- | ---- | ---- | ---- | ---- | ---- | ---- | ---- | ---- | ---- |
| Население | 450  | 351  | 400  | 592  | 628  | 818  | 870  | 1013 | 1277 | 1534 |

| Год       | 1960 | 1970 | 1980 | 1990 | 2000 | 2009 | 2010 | 2011 | 2012 | 2013 | 2014 | 2015 |
| --------- | ---- | ---- | ---- | ---- | ---- | ---- | ---- | ---- | ---- | ---- | ---- | ---- |
| Население | 857  | 1038 | 1152 | 1407 | 1611 | 1570 | 1577 | 1564 | 1533 | 1529 | 1519 | 1508 |